# سيجي أوغاوا
سيجي أوغاوا (باليابانية: 小川誠二؛ بالكانا: おがわ せいじ) هو عالم أعصاب وفيزيائي وعالم أحياء وكيميائي ياباني، ولد في 19 يناير 1934 في طوكيو في اليابان.